# Риекское телевидение
Риекское телевидение (хорв. Riječka televizija), сокращённо RITV — хорватский региональный телеканал города Риека.

## Описание
Начал вещание 10 июня 1998 в Риеке, став первым региональным телеканалом без учёта общенациональных. В зону вещания входят территории Приморско-Горанской и Истрийской жупаний. Ориентировочная аудитория насчитывает 600 тысяч человек. Время вещания составляет 12 часов ежедневно, до 80% составляет доля программ собственного производства.
Вещал в 5-м региональном мультиплексе, откуда был исключён 21 мая 2013. Вещание не возобновлено до сих пор.